# Caranx crysos
Caranx crysos (Mit.), popularmente conhecido xarelete, xerelete, xaréu-pequeno, xaréu-dourado, solteira, taquara, cavaco, carapau, chicharro-pintado, graçainha, guaraçu, guaraçuma, guarajuba e guaricema, é uma espécie de peixe teleósteo da família dos carangídeos. Tais peixes medem cerca de 40 cm de comprimento e habitam o Atlântico ocidental e o Pacífico, possuindo o dorso verde-azulado, opérculo manchado e ventre esbranquiçado.   